# 11. ceremonia wręczenia Węży
11. ceremonia rozdania Węży – gala rozdania antynagród filmowych przyznawanych najgorszym polskim filmom za rok 2021. Nominacje do nagród zaprezentowano 23 marca 2022 roku, z kolei ogłoszenie wyników odbyło się 13 kwietnia tego samego roku.
Najwięcej, pięć statuetek otrzymał film Ściema po polsku w reżyserii Mariusza Pujszo.

## Laureaci i nominowani[2]

### Wielki Wąż – najgorszy film roku
- Ściema po polsku („za kwintesencję taniego złego kina”)
  - Druga połowa („za komedię o piłce nożnej, której za brak humoru, jak i piłki nożnej, należy się czerwona kartka”)
  - Fisheye („za pozbawiony napięcia i sensu voyeurystyczny thriller, na którym idzie usnąć z nudów”)
  - Lokal zamknięty („za idiotyczne odcinanie kuponów od pandemii”)
  - Pitbull („za skrzyżowanie uwspółcześnionej ekranizacji biblijnej Księgi Wyjścia z reklamą cinkciarz.pl”)

### Najgorsza reżyseria
- Mariusz Pujszo – Ściema po polsku
  - Krzysztof Jankowski – Lokal zamknięty
  - Tadeusz Syka – Wyszyński. Zemsta czy przebaczenie
  - Patryk Vega – Pitbull
  - Łukasz Wiśniewski – Druga połowa

### Najgorszy scenariusz
- Mariusz Pujszo – Ściema po polsku
  - Szymon Bogacz, Michał Szcześniak, Piotr Tołoczko – Fisheye
  - Adam Cioczek, Tomasz Mandes, Robert Ziębiński – The End
  - Marcin Mastalerek, Sebastian Staszewski, Jarosław Stróżyk – Druga połowa
  - Patryk Vega – Pitbull

### Najgorsza rola żeńska
- Małgorzata Kożuchowska – Wyszyński. Zemsta czy przebaczenie
  - Adrianna Chlebicka – Miłość do kwadratu
  - Małgorzata Kożuchowska – To musi być miłość
  - Julia Wieniawa – Small World
  - Borys Szyc – Magnezja

### Najgorsza rola męska
- Mariusz Pujszo – Ściema po polsku
  - Przemysław Bluszcz – Pitbull
  - Tomasz Karolak – The End
  - Bartłomiej Kotschedoff – Bo we mnie jest seks
  - Józef Pawłowski – Bartkowiak
  - Ksawery Szlenkier – Wyszyński. Zemsta czy przebaczenie

### Występ poniżej talentu
- Andrzej Grabowski – Pitbull
  - Mirosław Baka – Miłość do kwadratu
  - Przemysław Bluszcz – Pitbull
  - Andrzej Grabowski – Druga połowa
  - Bartłomiej Topa – Bartkowiak

### Najgorszy duet
- Piotr Adamczuk i Mariusz Pujszo – Ściema po polsku
  - Bartosz Bielenia i Borys Szyc – Magnezja
  - Andrzej Grabowski i audiobook – Pitbull
  - Bartłomiej Kotschedoff i futro – Bo we mnie jest seks
  - Małgorzata Kożuchowska i Ksawery Szlenkier – Wyszyński. Zemsta czy przebaczenie

### Żenująca scena
- Scena seksu (Bartosz Bielenia, Borys Szyc) – Magnezja
  - Finałowy mecz bez jednego ujęcia na mecz – Druga połowa
  - Gwałt knura (Jacek Beler) – Wesele
  - Komendant policji, który bzyka owcę rozjechany przez automobil prowadzony przez Borysa Szyca, który jest kobietą (Mariusz Drężek, Borys Szyc) – Magnezja
  - Układ taneczny w SPATIFie – Bo we mnie jest seks

### Najgorszy przekład tytułu zagranicznego
- Piotruś Pan i Alicja z Krainy Czarów – Come Away (Kino Świat)
  - Cwaniaki z Hollywood – The Comeback Trail (Monolith Films)
  - Miłość na przekór wszystkim – Running for Grace (Bomba Film)
  - Piękna i rzeźnik – Freaky (UIP)
  - Wszystko zostaje w rodzinie – Lacci (Aurora Films)

### Najgorszy teledysk
- Tau – „Wielkie Serce” – Wyszyński. Zemsta czy przebaczenie
  - mClub – „Nie ściemniaj już Mała” – Ściema po polsku
  - Małgosia Szarek & Marcin Staszek – „To musi być miłość” – To musi być miłość
  - Janusz Panasewicz – „Żużel (czarny sport)” – Żużel
  - Doda – „Don't wanna hide” – Dziewczyny z Dubaju

### Najgorszy plakat
- Wyszyński. Zemsta czy przebaczenie (producenci Tadeusz Syka, Maciej Syka, dystrybucja: Kino Świat)
  - Druga połowa (producent Grzegorz Olkowski, dystrybucja: Kino Świat)
  - Ściema po polsku (producenci Mariusz Pujszo, Consuella Pujszo, dystrybucja: Brauron)
  - Śniegu już nigdy nie będzie (producenci Agnieszka Wasiak, Mariusz Włodarski, Viola Fugen, Michael Weber, Małgorzata Szumowska, Michał Englert, dystrybucja: Kino Świat)
  - Wesele (producenci Wojciech Gostomczyk, Janusz Bogaczyk, Janusz Hetman, dystrybucja: Kino Świat)

## Podsumowanie liczby nominacji
(Minimum dwóch nominacji)
7: Pitbull, Ściema po polsku
6: Druga połowa, Wyszyński. Zemsta czy przebaczenie
4: Magnezja
3: Bo we mnie jest seks
2: Bartkowiak, Fisheye, Lokal zamknięty, Miłość do kwadratu, The End, To musi być miłość, Wesele